# جونیور آلونسو
جونیور آلونسو (انگلیسی: Júnior Alonso؛ زادهٔ ۹ فوریهٔ ۱۹۹۳) بازیکن فوتبال اهل پاراگوئه است که در پست دفاع میانی یا دفاع چپ بازی می‌کند.
وی همچنین در تیم‌های ملی فوتبال زیر ۲۰ سال پاراگوئه و پاراگوئه بازی کرده‌است.